# Momo Skokić
Momir „Momo“ Skokić (* 1. Juli 1968) ist ein ehemaliger bosnisch-jugoslawischer Skilangläufer und Biathlet.

## Werdegang
Skokić nahm im Skilanglauf bei den Olympischen Winterspielen 1992 in Albertville an vier Rennen teil. Dabei beendete er davon drei vorzeitig und belegte den 94. Platz über 10 km klassisch. Im Biathlon lief er im Dezember 2001 in Pokljuka sein erstes von insgesamt fünf Rennen im Weltcup und errang dabei den 111. Platz im Einzel. Dies war zugleich sein bestes Einzelergebnis im Weltcup. Sein letztes Rennen im Weltcup absolvierte er im Dezember 2004 in Östersund, welches er auf dem 114. Platz im Sprint beendete.